# Лурмарен
Лурмаре́н (фр. Lourmarin) — коммуна во французском департаменте Воклюз региона Прованс — Альпы — Лазурный Берег. Относится к кантону Кадене.

## Географическое положение

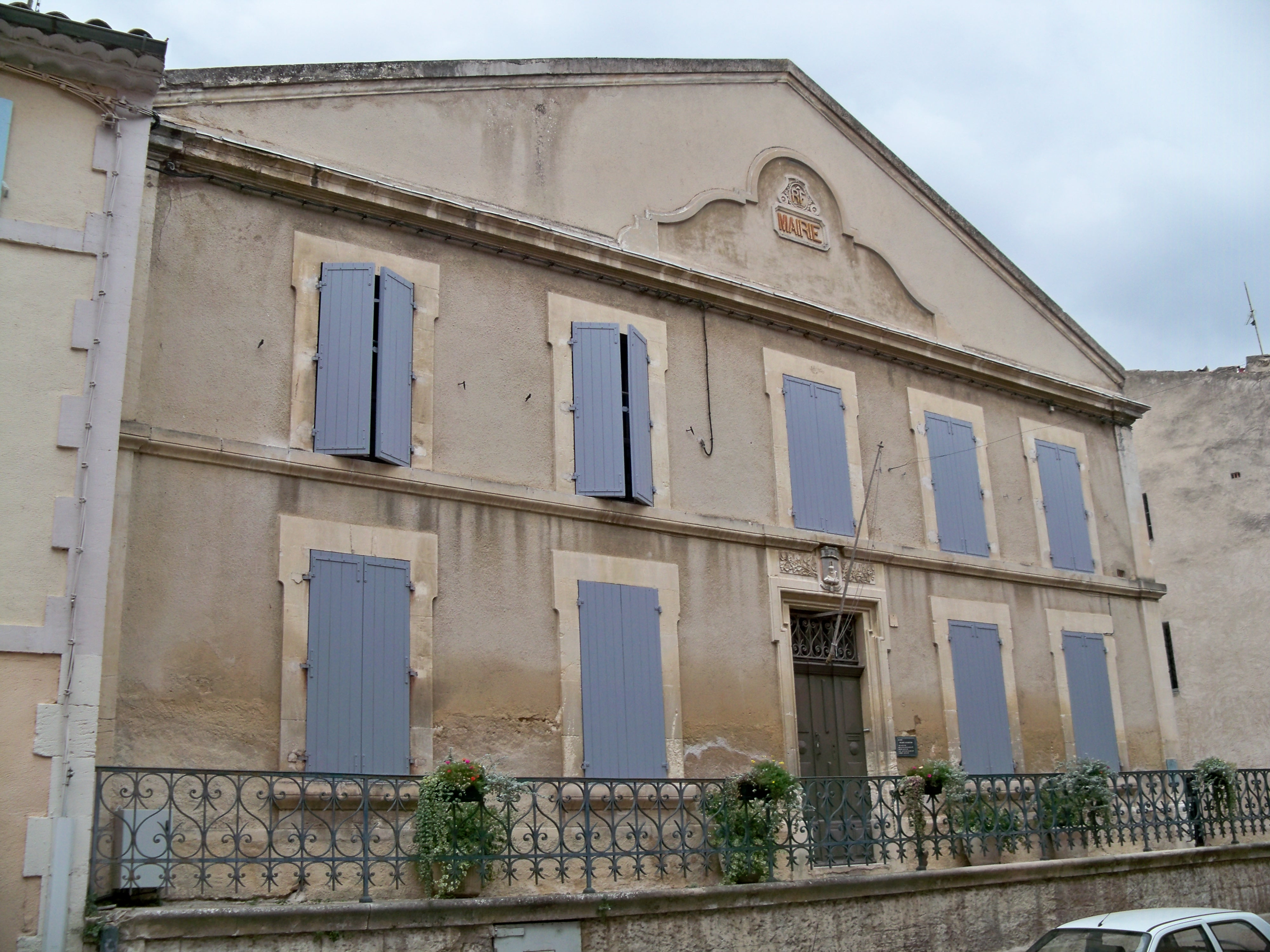
Мэрия Лурмарена

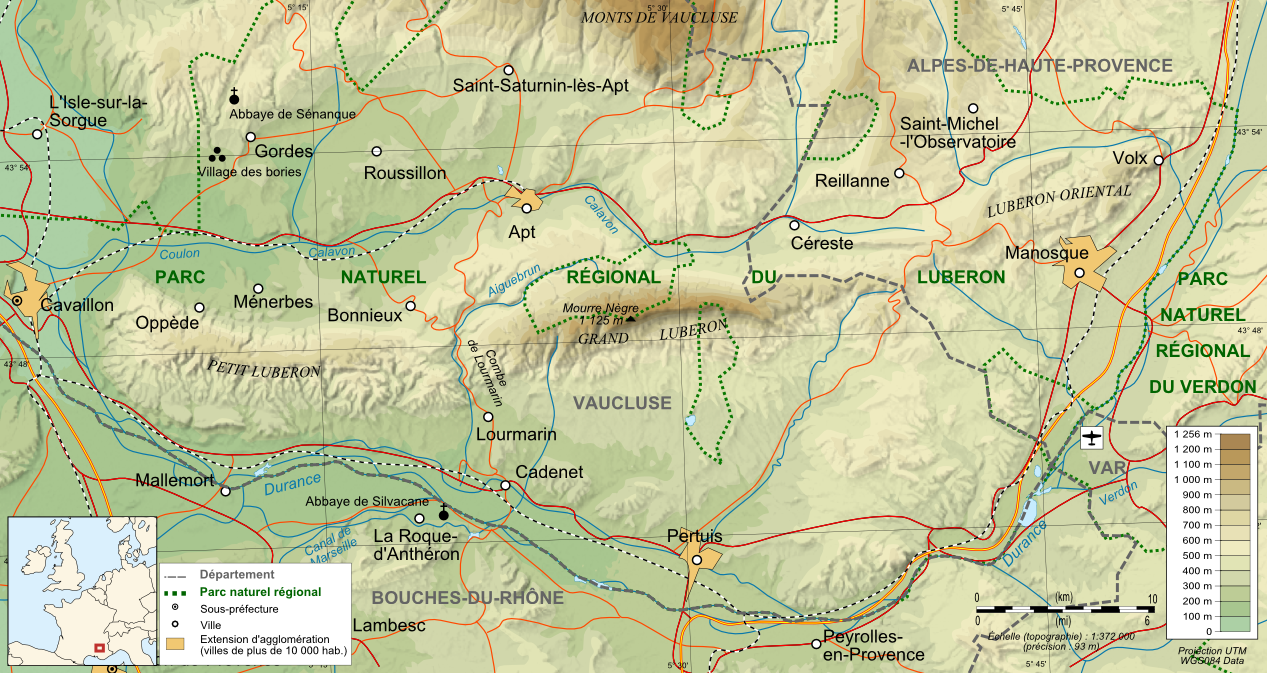
Региональный природный парк Люберона

Лурмарен расположен в 50 км к юго-востоку от Авиньона. Соседние коммуны: Вожин и Кюкюрон на востоке, Кадене на юге, Лори на юго-западе, Пюйвер на западе.

### Гидрография
Территорию коммуны пересекает Эг-Брэн, приток Дюранса.

## Демография
Население коммуны на 2010 год составляло 1005 человек.
| 1962 | 1968 | 1975 | 1982 | 1990 | 1999 | 2010 |
| ---- | ---- | ---- | ---- | ---- | ---- | ---- |
| 612  | 615  | 685  | 858  | 1108 | 1116 | 1005 |

## Достопримечательности

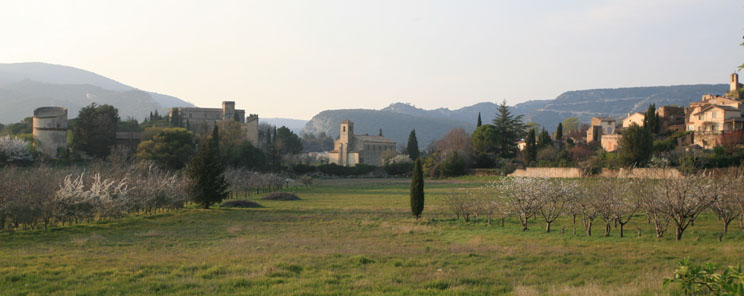
Панорама

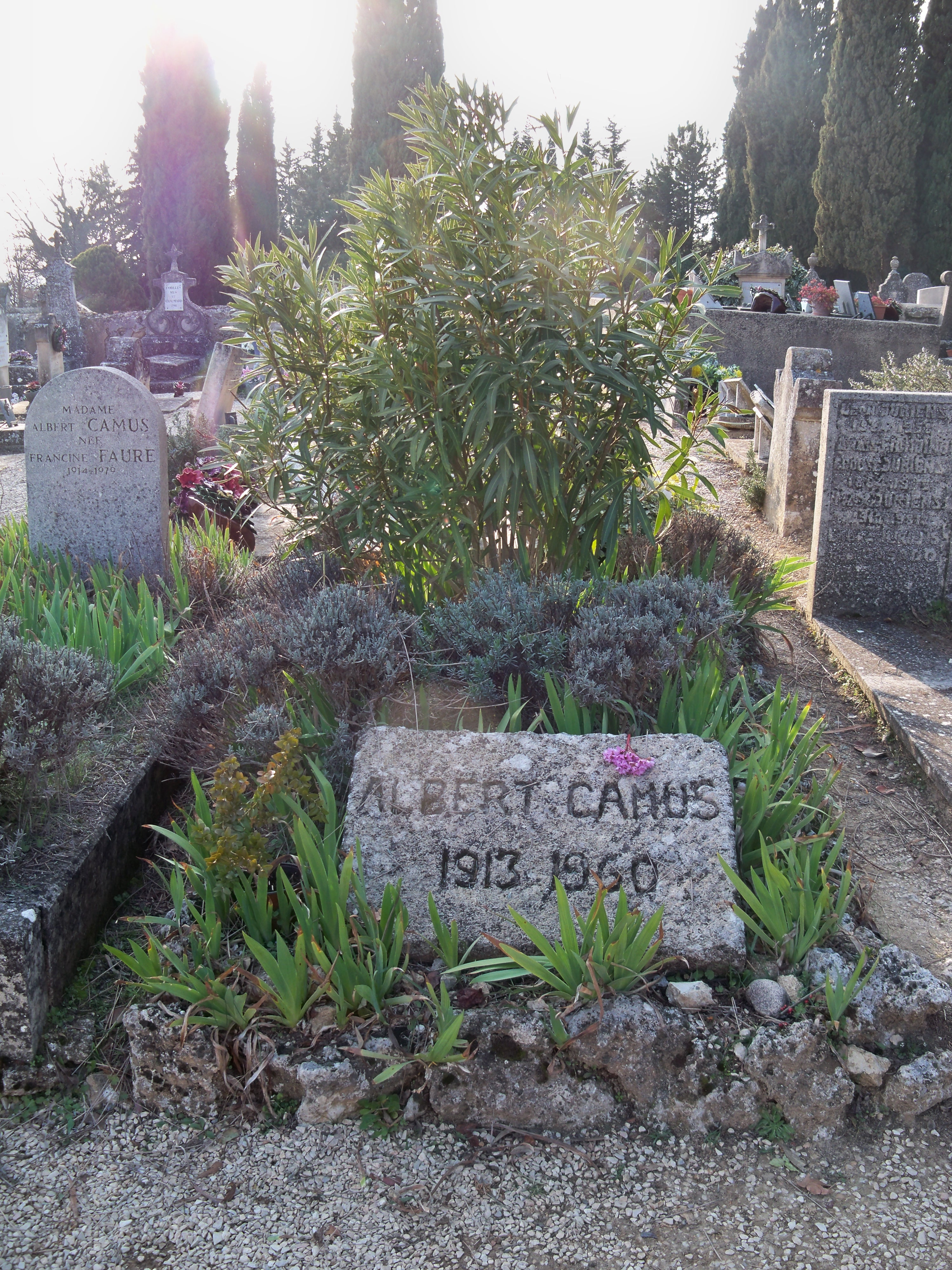
Могила Альбера Камю

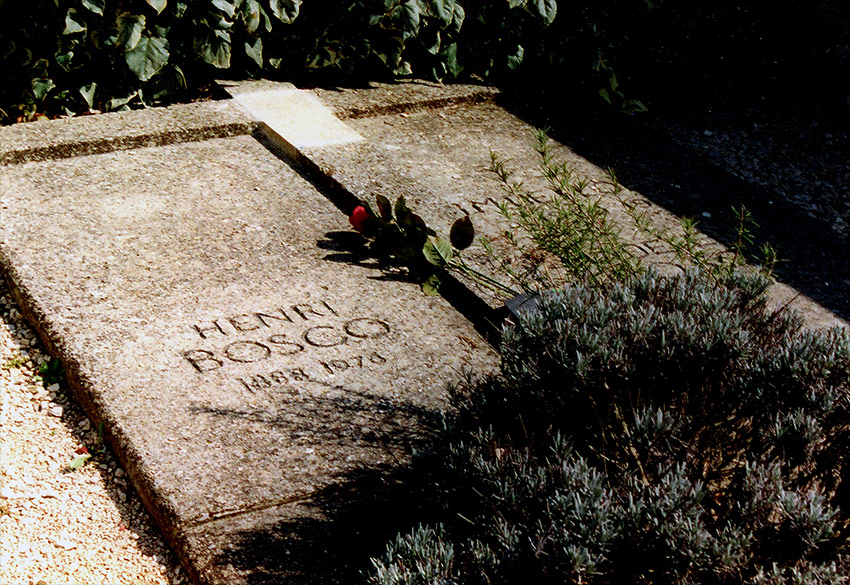
Могила Анри Боско

- Шато де Лурмарен — замок, основан в XV веке, несколько раз переделан и расширен.
- Шато де Корре — замок, основан в XVII веке, парк с бассейнами и фонтанами.
- Церковь Сен-Трофизм-Сент-Андре
- Протестантский храм
- Бывшая ветряная мельница
- Кладбище, где находятся могилы писателя и философа Альбера Камю, писателя Анри Боско и другие.